# 21 cm Mörser M. 16/18
Il 21 cm Mörser M. 16, era un obice pesante austro-ungarico impiegato dall'Esercito imperial regio durante la prima guerra mondiale.
La Škoda iniziò nel 1915 la progettazione di un obice ruotato, trainabile in un singolo carico da un trattore d'artiglieria. Il primo prototipo non soddisfece le forze armate in quanto troppo pesante e difficile da brandeggiare. Un secondo prototipo, consegnato a metà del 1917, era invece divisibile in due carichi per il trasporto. Assegnato per le prove alla 11ª Armata, con questa seconda versione furono risolti i problemi di brandeggio del primo obice.
Tuttavia nel frattempo il terzo prototipo era stato ordinato con un diverso affusto, basato su quello del 30,5 cm Mörser M. 16. Questa nuova versione così ottenuto, denominata M. 18, consentiva il brandeggio su 360° al prezzo di maggiori tempi di messa in batteria della piattaforma di tiro. Esso era scomponibile per il trasporto in tre carichi. Nessun M. 18 venne consegnato prima della fine della guerra, mentre in seguito la Škoda produsse alcune versioni modificate, come la M. 18/19, per la neonata Cecoslovacchia indipendente, dove l'obice era designato 21 cm mozdir vz. 18. Dopo l'occupazione tedesca della Cecoslovacchia nel 1939, la Wehrmacht incorporò gli obici cechi, ridenominati 21 cm Mörser 18/19(t) o kurze 21 cm Mörser(t), usandone 15 come artiglieria costiera nella Norvegia occupata.
L'unico pezzo sopravvissuto è esposto al Museo militare nazionale di Romania.